# Зоологический переулок, 64
«Зоологический переулок 64» (англ. 64 Zoo Lane) — Американский мультсериал, созданный английской писательницей бельгийского происхождения Ан Вромбаут. Мультсериал транслировался с 1 декабря 1999 по 26 декабря 2000 года.

## Сюжет
Мультсериал сосредоточен на семилетней девочкой Люси, которая живёт по соседству с зоопарком. Каждую ночь животные рассказывают ей сказку. Персонажи включают жирафа Джорджину, слона Нельсона, обезьян Тиклса и Гиглса, белого медведя Бориса и гиппопотамиху Молли. В мультсериале подчёркивается дружба и ответственность. В конце рассказа обсуждается дружеская мораль, затем объявляется время отхода ко сну. Джорджина укладывает Люси в кровать через окно спальни. Возможности для обучения: изучение языка и словарного запаса улучшается за счёт использования интонации и выражения в голосах персонажей и темах историй животных, поддерживать социальные и эмоциональные проблемы, включая дружбу, помощь и заботу о других.

## Роли
| Актёр                                    | Роль                |
| ---------------------------------------- | ------------------- |
| Сиара Янсон Элис Хеаринг Лара Уоллингтон | Люси                |
| Megg Nicol                               | жирафа Джорджина    |
| Кит Викхэм                               | слон Нельсон        |
| Анна Бентинк                             | гиппопотамиха Молли |
| Megg Nicol                               | обезьяна Гиглс      |
| Dian Perry                               | обезьяна Тиклс      |
| Льюис Маклеод                            | белый медведь Борис |